# Zentrum Einsatzprüfung
Das Zentrum für Einsatzprüfungen ist eine Dienststelle der Marine auf Bataillonsebene, die für Einsatzprüfung von Material und für Waffenübungen der Flotte verantwortlich ist. Es hat seinen Sitz in Eckernförde.

## Geschichte
Das Zentrum Einsatzprüfung wurde am 1. September 1968 als Kommando Truppenversuche der Marine (Kommando Truppenversuche/KdoTrVsuM) aufgestellt. Es entstand durch die Zusammenfassung des Schiffsübernahmekommandos und mehrerer Versuchsstellen der Marine. Es unterstand zunächst dem Admiral Marinewaffen im Marineamt und ab 1973 dem Amtschef Marineamt direkt. 1992 wurde es dem Marineunterstützungskommando zugeordnet. Nach dessen Auflösung im September 2001 kehrte es in den Kommandobereich des Marineamts zurück, wo es dem Admiral Marinerüstung und -logistik unterstellt wurde.
Am 1. Oktober 2012 wurde es in die Abteilung II des neu aufgestellten Marineunterstützungskommandos mit Sitz in Wilhelmshaven eingegliedert, wobei die technischen Anlagen an ihrem Standort verbleiben.
Am 1. April 2018 wurde es wieder eine eigenständige Dienststelle, die dem Marineunterstützungskommando unterstellt ist.

## Aufgaben
Hauptaufgabe ist die militärische Überprüfung von Geräten und Waffensystemen auf ihre Truppenverwendbarkeit. Das geschieht vor allem im Rahmen der Einführung neuer Waffensysteme. Das Kommando trägt unter anderem die Verantwortung für die technische Übernahme von Schiffen und Booten.
Außerdem beteiligte es sich an der Weiterentwicklung von Verfahren, Doktrinen, Vorschriften und Waffensystemen. Es unterstützt die Flotte bei der Überprüfung der Einsatzbereitschaft von Schiffen und Booten und wertet alle Waffenübungen zentral für die gesamte Marine aus. Dafür nutzt es umfangreiche Messeinrichtungen, mit Hilfe derer der technische und taktische Erfolg eines Waffeneinsatzes festgestellt werden kann. Diese Einrichtungen zur operativen Vermessung, die dem Kommando zunächst selber unterstanden, wurden 1993 der ebenfalls in Eckernförde ansässigen Wehrtechnischen Dienststelle 71 übergeben, stehen dem Kommando aber weiterhin zur Verfügung.

## Führung

### Leiter des Aufstellungskommandos
- Fregattenkapitän Wolfgang Simon: von April 1968 bis August 1968

### Kommandeure (Auswahl)
- Kapitän zur See Hans-Werner Bruhn: von September 1968 bis März 1974
- Kapitän zur See Karl Fuest: ab März 1974

- Kapitän zur See Heinz Peter Decker (? bis 2009)
- Kapitän zur See Ralf Trappe (2009 bis ?)[5]

- Kapitän zur See Joachim Brune: von April 2018 bis Dezember 2019
- Kapitän zur See Jörg Dieter Lorentzen: von Dezember 2019 bis Oktober 2021
- Kapitän zur See Thomas Jaensch: ab Oktober 2021[6]